# 티치노강
티치노강(이탈리아어: Ticino, 롬바르디아어: Tesín, 라틴어: Ticīnus)은 포강의 가장 중요한 좌안 지류이다. 상류에서 흘러 내려온 스위스 티치노주에서 이름을 붙였다.
론강, 로이스강, 라인강과 함께 고트하르트 지역에서 발원하는 4대 강 중 하나이다.

## 역사
전설적인 갈리아의 지도자 벨로베수스가 기원전 600년경 이곳에서 에트루리아를 물리쳤다고 한다. 티치노는 기원전 218년 11월에 한니발의 카르타고군과 푸블리우스 코르넬리우스 스키피오 휘하의 로마군이 벌인 2차 포에니 전쟁의 첫 번째 전투인 티키누스 전투가 일어난 곳이다.
티치노는 중세 후기와 근대 초기의 대부분 동안 밀라노 공국의 영토에 속했지만, 1500년에는 벨린초나까지, 1513년에는 이탈리아 전쟁에서 스위스 반격의 결과로 마조레 호수까지 옛 스위스 연방에 넘어갔다.

## 경로
티치노강은 발레주와 티치노주 사이의 경계에 있는 스위스의 발베드레토에서 솟아나, 알프스의 빙하에서 물을 불려 이후 이탈리아로 들어가기 전에 마조레 호수를 통해 흐른다. 티치노는 파비아에서 몇 킬로미터 하류(티치노를 따라)에서 포강과 합류한다. 길이는 약 248 km이다. 배수 분지의 가장 높은 지점은 4,618 m의 그렌츠깁펠(Grenzgipfel, 몬테로사의 하위봉) 정상이다. 그 아래에는 티치노의 우안 지류인 안자강이 흐른다.
강은 수력 발전을 위해 스위스에서 댐으로 막았고, 이탈리아에서는 주로 관개용으로 사용된다.

## 마을 지류

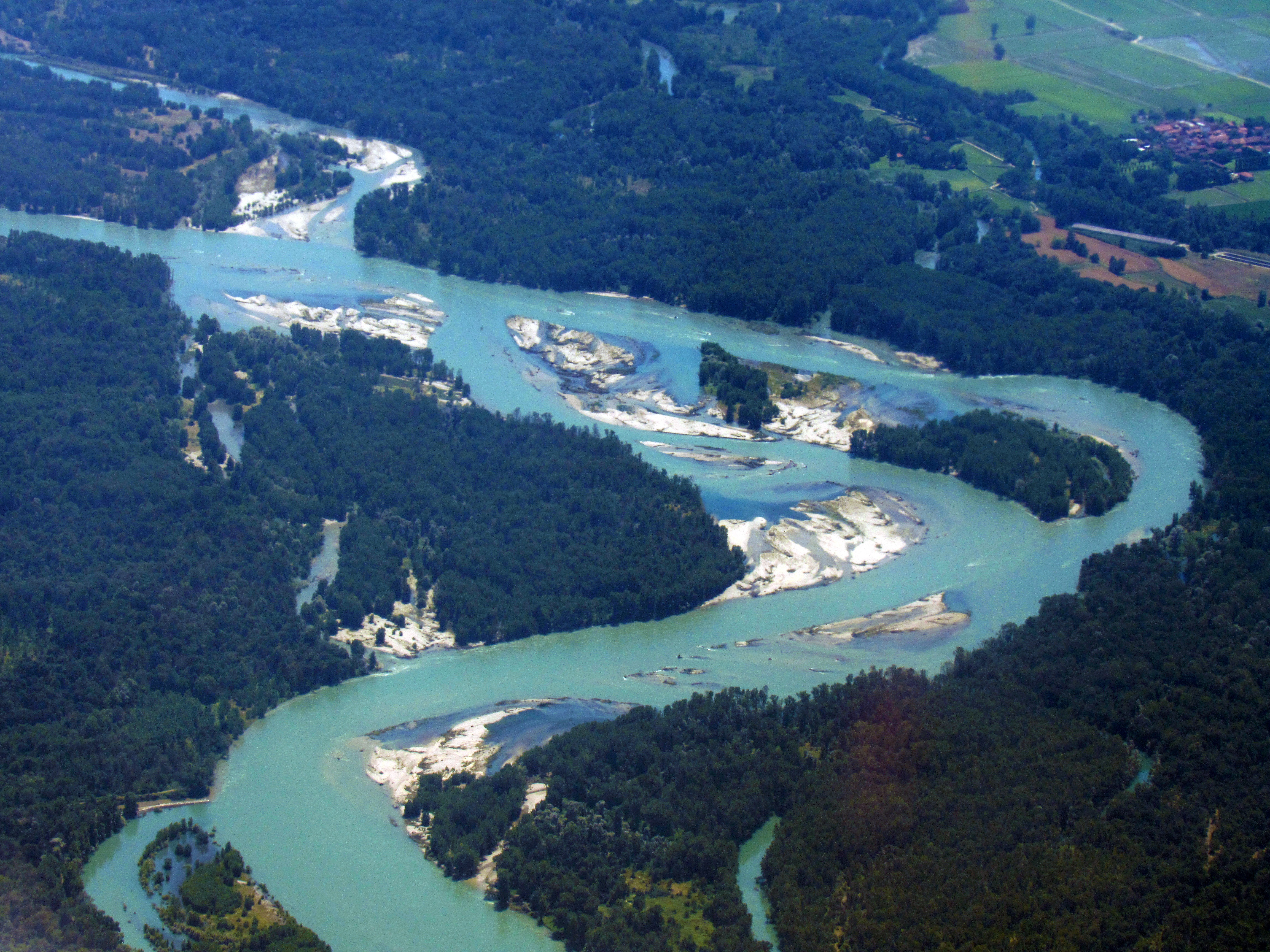
이탈리아 밀라노 말펜사 공항 남쪽 티치노강 일부

### 발 베드레토

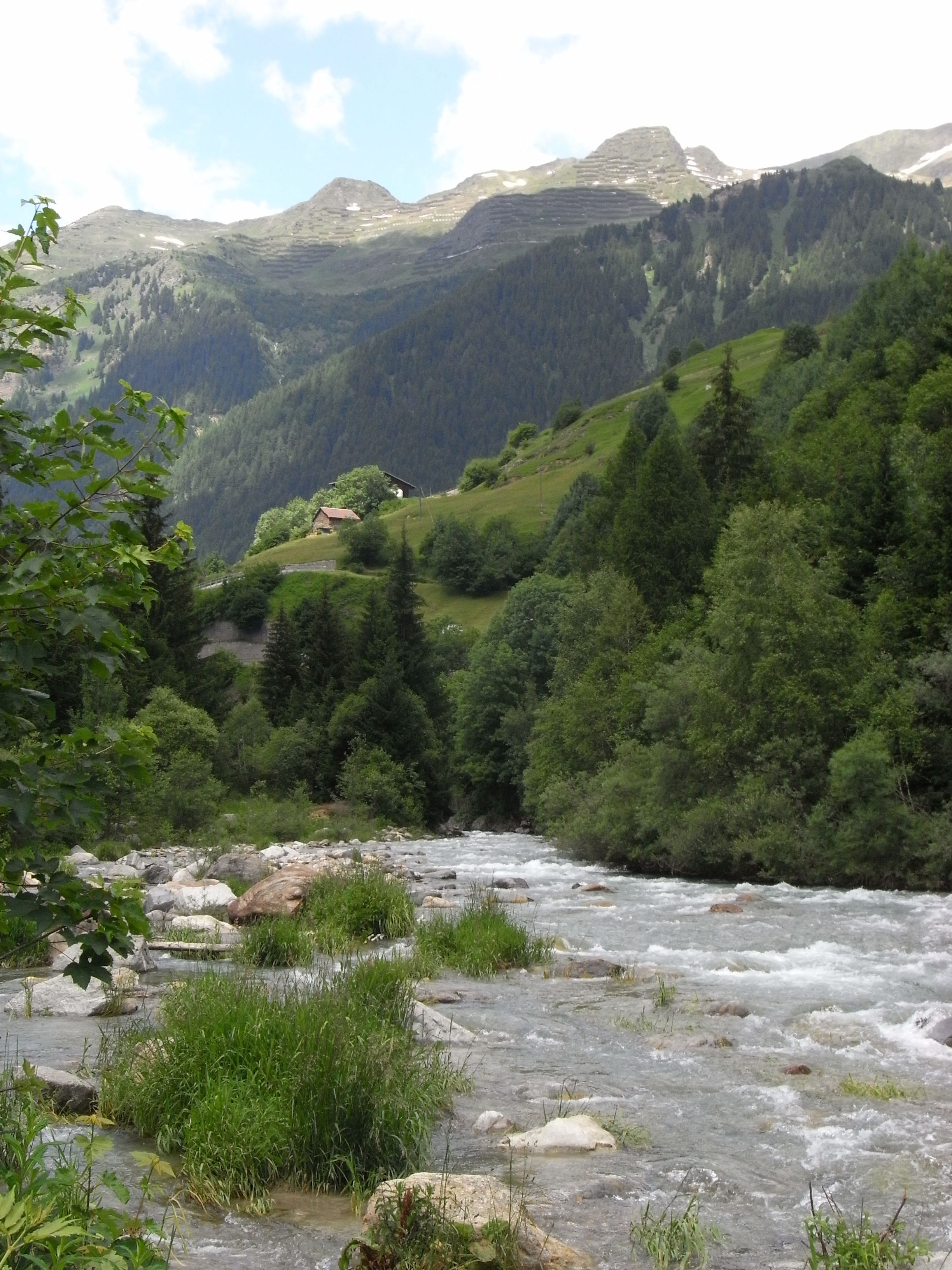
아이롤로 근처의 티치노강 상류

베드레토 마을의 이름을 딴 좁은 고산 계곡인 발 베드레토는 피조 갈리나와 누펜슈토크 사이에 위치한 2,478 m의 누페넨 고개에서 절정에 이른다. 그것을 통해 발레주와 티치노주 사이의 경계가 이어진다. 1964년에 건설된 도로가 고개를 넘어 반대편의 론 계곡으로 이어진다. 프랑스어는 발레에서 주로 사용되지만, 고개 근처에서는 독일어가 사용된다. 티치노의 인구는 이탈리아어를 사용한다.
발(Val) 위로 올라가는 길은 구불구불한 길이 되는 고개에 다다를 때까지 상당히 직선적이다. 약 2,478 m의 첫 번째 구부러진 아래의 경사면에는 티치노가 시작되는 샘 지역이 있다. 그 후, 그것은 발아래로 1,614 m의 알라쿠아(All'Acqua) 또는 알라쿠아 오스피죠(All'Acqua Ospizio) 마을로 곧장 흐르는 산골 시내가 된다. 현재는 스키와 하이킹의 거점이다. 그 아래에는 론코가 1,487 m이고, 베드레토가 1,402 m이다. 발은 눈사태의 영향을 받으며 9월 말까지 눈이 땅에 남아 있을 수 있다.
베드레토 아래에서 "크리스탈리나 시내"가 오사즈코의 오른쪽에서 들어오고 폰타나 아래로는 여전히 베드레토에 있다. 전 지역이 하이킹 코스와 산장으로 둘러싸여 있다.